# Washington (Iowa)
Washington é uma cidade localizada no estado americano de Iowa, no Condado de Washington.

## Demografia
Segundo o Censo dos Estados Unidos de 2020, a sua população era de 7 352 habitantes.

## Geografia
De acordo com o United States Census Bureau tem uma área de 4,92 milha quadradas (12,7 km2) de terra. Washington localiza-se a aproximadamente 404 m acima do nível do mar.

## Localidades na vizinhança
O diagrama seguinte representa as localidades num raio de 20 km ao redor de Washington.